# Contea di Narromine
La contea di Narromine è una local government area che si trova nel Nuovo Galles del Sud. Si estende su una superficie di 5.264 chilometri quadrati e ha una popolazione di 6.841 abitanti. La sede del consiglio si trova a Narromine.